# Majdan-revolutionen
Majdan-revolutionen, også kendt som Værdighedens revolution (ukrainsk: Революція гідності) eller den ukrainske revolution, fandt sted i Ukraine i februar 2014 i slutningen af Euromajdan-protesterne, da dødelige sammenstød mellem demonstranter og sikkerhedsstyrkerne i den ukrainske hovedstad Kyiv kulminerede med afsættelsen af den ukrainske regering, herunder af den valgte præsident Viktor Janukovitj, hvilket efterfølgende ledte til udbruddet af den russisk-ukrainske krig.
I november 2013 udbrød en række demonstrationer (kendt som Euromajdan), som en direkte konsekvens af Janukovitj-regeringens modvilje mod at underskrive en associeringsaftale mellem Den Europæiske Union og Ukraine, og i stedet valgte at søge tættere bånd til Rusland og Den Eurasiske Økonomiske Union. I februar 2013 have et flertal i Verkhovna Rada (det ukrainske parlament) vedtaget en erklæring, hvori man gav udtryk for støtte til færdiggørelsen og godkendelsen af associeringsaftale med EU. Den 21. november 2013 udstedte den ukrainske regering i midlertidig et dekret, hvori de suspenderede udarbejdelsen og færdiggørelsen af associeringsaftale med EU. Efterfølgende, den 17. december 2013, underskrev præsident Janukovitj samme med den russiske præsident Putin i Moskva en såkaldt "russisk–ukrainsk action plan", som bl.a. sikrede Ukraine et lån på $15 milliarder dollars samt en kraftig reduktion i prisen på importeret naturgas fra Rusland. Aftalen med Rusland blev underskrevet mens massive demonstrationer udspillede sig i Kyiv.
I januar og februar 2014 resulterede sammenstød i Kyiv mellem demonstranter og politi i, at 108 demonstranter og 13 politibetjente døde og flere kom til skade. De første demonstranter blev dræbt i voldsomme sammenstød med politiet på Hrushevskoho Street den 19.-22. januar. Efter dette besatte demonstranter regeringsbygninger i hele landet. De dødeligste sammenstød skete mellem den 18.-20. februar. Her rykkede tusindvis af demonstranter, ledet af aktivister med skjolde og hjelme, frem mod parlamentet og politiet, hvilket ledte til diverse voldshandlinger – herunder affyring af skydevåben – mellem politiet og demonstranterne.
Den 21. februar blev en aftale mellem præsident Janukovitj og lederne af oppositionspartierne underskrevet, som opfordrede til dannelse af en midlertidig enhedsregering, forfatningsreformer samt udskrivelse af tidligt valg. Den efterfølgende dag trak politiet sig tilbage fra det centrale Kyiv, som derefter kom under effektiv kontrol af demonstranterne. Janukovitj flygtede efterfølgende fra byen. Samme dag stemte 328 medlemmer af Verkhovna Rada (72,8 % af parlamentets i alt 450 medlemmer) for at fjerne præsident Janukovitj fra sit embede.
Afsættelsen af Janukovitj fulgte ikke den forfatningsbestemte rigsretsproces, som påkrævede en formel sigtelse af præsident Janukovitj for en forbrydelse, en efterfølgende gennemgang af anklagen ved Ukraines forfatningsdomstol og et tre-fjerdedels flertal – mindst 338 — som stemte for afsættelsen i parlamentet. Af denne årsag har Janukovitj efterfølgende sagt, at afstemning var ulovlig og forfatningsstridig. Rusland betragtede ligeledes afsættelsen af Janukovitj som ulovlig og anerkendte derfor ikke den nye regering. Ligeledes har Rusland gentagende gange betegnet de forudgående hændelser (herunder Euromajdan) samt selve afsættelsen som et direkte statskup. Andre iagttager har ligeledes betegnet hændelserne og afsættelsen af præsident Janukovitj, som et statskup – herunder spekuleret i USA direkte involvering i orkesteringen af dette statskup. Eksempelvis besøgte flere fremtrædende amerikanske politikere Kyiv i forbindelse med Euromajdan, herunder den tidligere amerikanske præsidentkandidat John McCain. Ligeledes blev en kontroversiel samtale mellem den daværende amerikanske ambassadør i Ukraine, Geoffrey Pyatt, og den assisterende amerikanske ambassadør for EU, Victoria Nuland, d. 7. februar 2014 lækket, hvori Pyatt og Nuland virkede til at diskutere sammensætningen af en kommende ny regering i Ukraine.
Flere demonstrationer, både for og imod Majdan-revolutionen, fandt efterfølgende sted i det østlige og sydlige Ukraine, hvor Janukovitj ved tidligere præsidentvalg (både i 2004 og i 2010) havde vundet stor støtte. Disse protester eskalerede til tider til vold, hvilket resulterede i pro-russiske uroligheder i hele Ukraine — især i de føromtalte sydlige og østlige regioner i landet. Eksempelvis på Krim, som d. 11. marts 2014 erklærede sin uafhængighed fra Ukraine og efterfølgende — d. 16. marts 2014 — afholdte en folkeafstemning om hvorvidt halvøen i stedet skulle være en del af Rusland (den såkaldte russiske annektering af Krim i 2014). Ligeledes resulterede de efterfølgende demonstrationer og uroligheder fra Majdan-revolutionen i en direkte borgerkrig i Donbass-regionen, hvor såkaldte separatister (anti-Majdan protestere/ukrainere) fra Luhansk og Donetsk — støttet af Rusland — erklærede sin selvstændighed fra Ukraine. Separatisterne lå efterfølgende i krig med den nyvalgte ukrainske regering og dermed den ukrainske hær, hvilket var starten på den russisk-ukrainske krig.

## Baggrund

### Historisk kontekst og den etniske forskellighed
Ukraine SSR erklæret i 1991 sin uafhængighed fra Sovjetunionen, og ved en efterfølgende folkeafstemning d. 1. december 1991 stemte et overvældende flertal på ca. 92% af befolkningen for denne uafhængighed (med en valgdeltagelse på ca. 84%). Ukraine havde siden 1922 været en del af Sovjetunionen. Forinden — under revolutionsperioden (1917-1923) — havde der været forskellige forsøg etablere en uafhængig og selvstændig ukrainsk stat (se den ukrainske folkerepublik og vestukrainske folkerepublik), men bolsjevikkerne havde dog i sidste ende lykkes med at nedkæmpe disse nationalistiske bevægelser. I perioden fra 1764 og frem til den russiske revolution i 1917, havde størstedelen af nytidens ukrainske landeområder hørt under Det Russiske Kejserrige. I perioden mellem 1649 og 1764 eksisterede det ukrainske Cossack Hetmanate, som herskede over nogle af de centrale landområder af nutidens Ukraine. Historisk har landområderne i det Ukraine, der blev etableret i 1991, historisk ageret "grænsestat", hvormed menes, at landområderne har haft mange forskellige tilknytningsforhold.
Som følge af bl.a. de forskellige landområders skiftende historiske tilknytningsforhold, eksisterer der således store etniske og kulturelle forskelle internt i Ukraine. Eksempelvis lever der et stor mindretal af etniske russere (pr. 2001: 17,3%) i Ukraine, ligesom der også lever et mindre antal af etniske rumænere, hviderussere, polakkere, bulgarer m.m. i landet. De etniske russere levere primært i den østlige og sydlige del af Ukraine. I henhold til en opgørelse fortaget i 2001 var et flertal af befolkningen på Krim etniske russere, mens Donbass-regionen ligeledes var bosat af en stor andel af etniske russere (ca. 40%). Dette skel i Ukraine i forhold til bl.a. etnicitet er efterfølgende kommet til udtryk ved diverse politiske valg. Således var eksempelvis støtten til ukrainske uafhængighed i 1991 størst i den vestlige del af Ukraine sammenlignet med den øst- og sydlige del af landet, selvom støtten til uafhængighed generelt var høj i størstedelen af Ukraine. Ligeledes har den vestlige del af befolkningen i Ukraine siden uafhængigheden generelt været mere tilbøjelig til at støtte politiske kandidater, der er vestligt orienterede henimod EU og USA, mens den øst- og sydlige del af landet i højere grad har støttet politiske kandidater, som har orienteret sig mod Rusland.      

### Den orange revolution (2004)
I forbindelse med præsidentvalget i 2004 i Ukraine var Viktor Jusjtjenko oppe imod den siddende premierminister Viktor Janukovitj. Jusjtjenko blev anset for mere vestlig orienteret, hvilket kom til udtryk i hans politisk platform, som bl.a. byggede på en lovning om stærkere tilknytning og integration med EU, medlemskab af NATO og et opgør med den høje korruption i Ukraine. Janukovitj blev anset som den mere pro-russisk præsidentrådet til trods for, at han — som del af den den tidligere ukrainske regering — havde været med til at udtrykke støtte til både EU- og NATO-medlemskab. Janukovitj nød derfor hovedsageligt støtte fra den mere russisk orienteret befolkning i det østlige og sydelige Ukraine, mens Jusjtjenko var støttet af den mere vestlig orienteret befolkningen i Vestukraine.
Midt under valgkampen, i begyndelsen af september 2004, blev Jusjtjenko alvorligt syg og blev i hast fløjet til Rudolfinerhaus-klinikken i Wien for medicinsk behandling. Efter behandlingen fremstod han med et stærkt arret ansigt. Jusjtjenko hævdede efterfølgende, at han var blevet forgiftet af agenter. Han var efterfølgende nødsaget til at aflyse og stærk begrænse sine kampagneaktiviteter, grundet eftervirkningerne fra denne sygdom. Ved første runde af præsidentvalget, d. 31. oktober 2004, var de to kandidater lige — Jusjtjenko fik 39,87% af stemmerne mens Janukovitj modtog 39,32% af stemmerne. Til trods for at flere meningsmålinger og exit polls viste, at Jusjtjenko ville vinde den anden runde af præsidentvalget d. 21. november 2004, endte valgresultatet med at vise, at Janukovitj havde vundet med ca. 49% af stemmerne mod Jusjtjenkos ca. 46%. Efterfølgende udbrød der dels store landsdækkende protester foranlediget af rapporter fra flere indenlandske og udenlandske valgmonitorer, dels en udbredt offentlige opfattelse af, at valgresultatet havde været præget af valgsnyd til fordel for Janukovitj.
Den 11. december 2004 annoncerede Dr. Michael Zimpfer fra Rudolfinerhaus-klinikken, at man, i forbindelse med de test man havde lavet af Jusjtjenko blod, havde påvist store koncentrationer af dioxiner i hans blod (1000 gange mere end normalt). Rudolfinerhaus-klinikken proklamerede dermed, at Jusjtjenko havde været forsøgt forgiftet med det klare formål at dræbe ham. Denne annoncering blev bredt anset som dødsstødet for Janukovitj. Omstændighederne vedrørende forgiftningen af Jusjtjenko mangler i dag stadigvæk en entydig kortlægning og er dermed forsat genstand for debat – herunder diverse konspirationsteorier. Således er der nogle, der beskylder Rusland for at have været involveret, mens andre betvivler om Jusjtjenko rent faktisk blev forgiftet.
De landsdækkende protester resulterede efterfølgende i, at Ukraines højesteret d. 26. december 2004 annullerede valget fra d. 21. november, og et nyvalg blev bebudet. Under intens kontrol af nationale og internationale observatører blev den anden afslutning erklæret for at være "fri og retfærdig". De endelige resultater viste en klar sejr til Jusjtjenko, som fik omkring 52% af stemmerne sammenlignet med Janukovitjs 45%. Jusjtjenko blev erklæret den officielle vinder, og med hans indsættelse d. 23. januar 2005 i Kiev sluttede den orange revolution. 
I de følgende år havde den orange revolution en negativ konnotation blandt regeringsvenlige kredse i Hviderusland og Rusland. Flere har beskyldt Vesten, særligt USA, for at have orkestreret de forskellige "farverevolutioner" (herunder den orange revolution) rundt omkring i verden. Kritikerne mener, at USA på denne måde ønsker at øge US-amerikansk indflydelse i de pågældende regioner ved at vælte regeringer, som ikke har været tilstrækkelig venligsindet. I henhold til denne udlægning betvivles revolutionernes sande folkelige opbakning for i højere grad at se opstandene som et mere kynisk geopolitisk spil fra USA og resten af vesten. Rusland har abonneret på denne forståelse, og har dermed beskyldt USA for at have orkestreret revolutionen i Ukraine i 2014. Rusland er dog også selv blevet beskyldt for at anvendt denne nye form for "krigsførelse".

## Eksterne kilder

### Dokumentarfilm
- Loznitsa, Sergey (2014): Maidan. ARP Sélection & The Cinema Guild
- Afineevsky, Evgeny (2015): Winter on Fire: Ukraine's Fight for Freedom. Netflix
- Lopatonok, Igor (2016): Ukraine on Fire. Another way Productions